# Club de Fútbol Atlante
El Club de Fútbol Atlante és un club de futbol mexicà de la ciutat de Cancun, conegut popularment com els Potros de Hierro (Poltres de Ferro)

## Història
Fundat el 1916 amb el nom de Sinaloa, s'anomenà Lusitania el 1917, U-53 el 8 de setembre de 1918 (en honor d'un submarí de la Primera Guerra Mundial) i el 1920 adopta el nom actual. Fins al torneig de Clausura 2007 jugava els seus partits locals a l'Estadi Azteca, de Ciutat de Mèxic. Els darrers anys ha estat un club "pelegrí", car de 1991 a avui (2008) ha jugat com local a l'Estadi Azteca, a l'Estadi Corregidora de l'estat de Querétaro, a l'Estadi Azulgrana (avui Estadi Azul), i a l'Estadi Universitat Tecnològica de Nezahualcóyotl de l'Estat de Mèxic. El 14 de maig del 2007, la directiva del club va declarar que l'Atlante es traslladaria a la ciutat de Cancun, a l'estat de Quintana Roo.
Ingressà a la Lliga Amateur del Districte Federal la temporada 1927-28. Aquells anys establí una forta rivalitat amb el Necaxa, un altre club de la ciutat. L'Atlante guanyà el campionat els anys 1932 i 1941.
L'Atlante va ser un dels fundadors de la lliga professional l'any de 1943 i es va convertir en el quart equip en consagrar-se campió la temporada 1946-1947,no obstant això aquesta època daurada aviat va quedar enrere i l'Atlante va passar molt temps sense tornar a coronar-se, a més de descendir a la segona divisió en dues ocasions.
Després del subcampionat de lliga de 1982, l'Atlante va assolir la Copa de Campions de la CONCACAF el 1983, el seu primer títol internacional. Els anys 90 foren estranys, car el descens de la temporada 1989-1990 contrastà amb el títol de lliga de 1992-1993. El seu darrer títol de lliga arribà durant l'Apertura 2007. Malgrat aquest triomf, després de la fluixa assistència de públic a l'Estadi Azteca, la directiva va decidir mudar-se a la ciutat de Cancun. L'anunci es va produir el 14 de maig de 2007 en una conferència de premsa a l'hotel Ritz Carlton en aquesta mateixa ciutat.

## Entrenadors
- Ricardo Antonio La Volpe 1991-1996
- Javier Aguirre Onaindía 1996
- Miguel Mejía Barón 1996-1998
- Angel Cappa 1999
- Zlatko Petricevic 2000
- Manuel Lapuente 2000-2001
- Carlos Reynoso 2002
- Miguel Herrera 2002-2004
- José Guadalupe Cruz 2004-2005
- Sergio Bueno 2005
- Rene Isidoro García 2006
- José Guadalupe Cruz 2007-????

## Futbolistes destacats
- Horacio Casarín
- Juan "El Trompito" Carreño
- Bernardo "Manolete" Hernández
- Marcos "El Mugrosito" Rivas
- Martí "El Maestro" Ventolrà
- Cabinho
- Federico Vilar
- Santiago Solari

## Palmarès

### Tornejos nacionals

#### Era amateur
- Lliga Spalding (3): 1924-1925, 1925-1926, 1926-1927
- Lliga Amateur del Districte Federal (2): 1931-1932, 1940-1941

#### Era professional
- Lliga mexicana de futbol (3): 1946-1947, 1992-1993, Apertura 2007
- Copa Mèxic (3): 1941-1942, 1950-1951, 1951-1952
- Campió de Campions (2): 1941-1942, 1951-1952
- Segona Divisió de Mèxic (2): 1976-1977, 1990-1991

### Tornejos internacionals
- Copa de Campions de la CONCACAF (2): 1983, 2009.

### Tornejos Amistosos
- Copa Pachuca (1): 2005.